# Місія Трейсі
Місія Трейсі була військово-морською місією королівського флоту, відправленого до Японії в 1867-1868. Відбувшись безпосередньо перед реставрацією Мейдзі в 1868, про цю місію просив сам сьоґунат, з метою допомогти Японії організувати свій власний флот, і що ще специфічніше, організувати і управляти військово-морською школою в Цукідзі в Токіо.
Командування місією здійснювалося старшим адміралом Річардом Трейсі, а також кількома офіцерами та уоррент-офіцерами. Командувач Трейсі, який раніше служив як молодший офіцер на фригаті «Євріал», був ветераном Сацумсько-британської війни в серпні 1863 і боїв за Сімоносекі у вересні 1864.
Місія Трейсі ледве встигла розпочати роботу, як почалася Війна Босін, і учасникам місії довелося повернутися до Англії, у зв'язку з небажанням іноземних держав втручатися у війну.